# Čornomorske (Krym)
Čornomorske (ukrajinsky Чорноморське, rusky Черноморское – Černomorskoje, starořecky Καλός Λιμήν – Kalos Limén, krymskou tatarštinou Aqmeçit) je sídlo městského typu v autonomní republice Krymu. Formálně je tedy součástí Ukrajiny, ovšem v rámci anexe Krymu v roce 2014 jej kontroluje Ruská federace.

## Poloha
Čornomorske leží na západním pobřeží Krymského poloostrova na pobřeží Černého moře. Od Simferopolu je vzdáleno přibližně 140 kilometrů severozápadně.

## Dějiny
Osídlení zde bylo založena v dobách kolonizace Černého moře Starověkým Řeckem v čtvrtém století před naším letopočtem, kdy se místo nazývalo Kalos Limén (Καλός Λιμήν, doslova krásný přístav) a vzniklo jako kolonie Chersonésu. V druhém století před naším letopočtem město dobyli Skytové.
V době Krymského chanátu zde byla dvě oddělená sídla, přičemž starší Akmesdžit Liman zmiňuje Johann Erich Thunmann jako malé město s nespolehlivým přístavem. Druhým sídlem byl Šejchlar. Později byla obě sídla spojena v jedno nazývané Ak-Mečeť.
Po anexi Krymu Ruským impériem byla zdejší půda přidělena nejprve hraběti Marko Ivanovičovi Vojnovičovi, po roce 1824 se pak stává jejím majitelem Michail Semjonovič Voroncov, generální gubernátor Nového Ruska. Za jeho vlády zde byly chovány ovce a velbloudi a vysazeny vinice a tabákové plantáže. Také byl podle projektu Georgije Ivanoviče Toričelliho postaven chrám zasvěcený Zachariášovi a Alžbětě.
V roce 1897 žilo v obci 575 obyvatel, z toho 566 mohamedánů. 
V roce 1944 bylo sídlo přejmenováno na Čornomorske. Od roku 1957 je sídlem městského typu.

### Rodáci
- Tymur Anvarovyč Fatkullin (* 1993), sportovní letec